# پاتران
پاتران (به انگلیسی: Pattran) یک منطقهٔ مسکونی در هند است که در بخش پتیاله واقع شده‌است. پاتران ۳۸٬۱۲۵ نفر جمعیت دارد.